# Untitled (szobor, 1990)

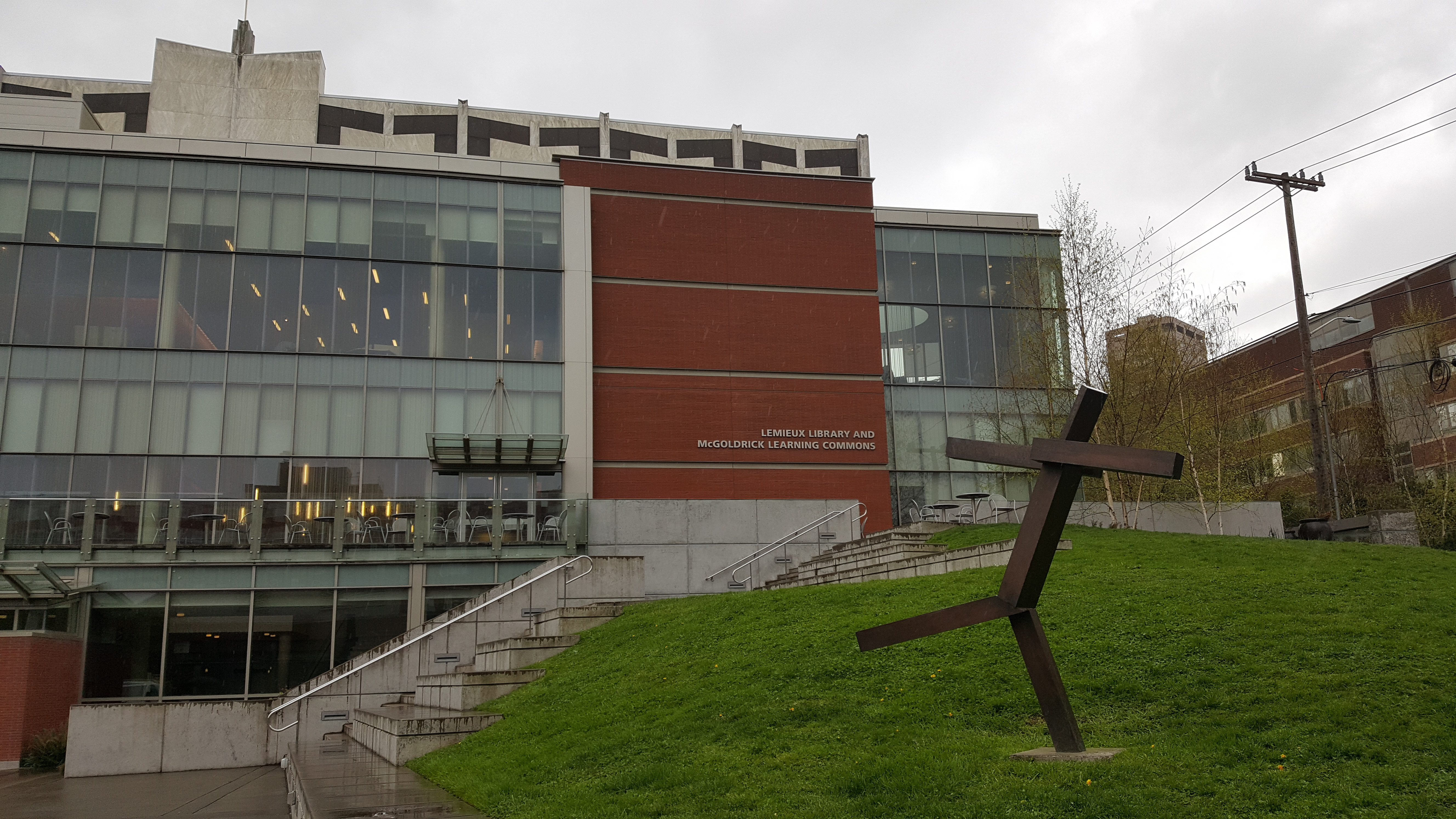
A Seattle-i Egyetemen felállított másolat

Az Untitled Joel Shapiro 1990-ben megalkotott szobra, amely a Houstoni Képzőművészeti Múzeum gyűjteményének részeként a Lilly és Hugh Roy Cullen Szoborkertben van kiállítva. A műalkotás egy másolata megtalálható a Seattle-i Egyetem campusán.

## Fordítás
- Ez a szócikk részben vagy egészben  az   Untitled (Shapiro, 1990) című angol Wikipédia-szócikk ezen változatának fordításán alapul.  Az eredeti cikk szerkesztőit annak laptörténete sorolja fel. Ez a jelzés csupán a megfogalmazás eredetét és a szerzői jogokat jelzi, nem szolgál a cikkben szereplő információk forrásmegjelöléseként.